# Bolbitiaceae
Famille
Taxons de rang inférieur
- Voir le texte

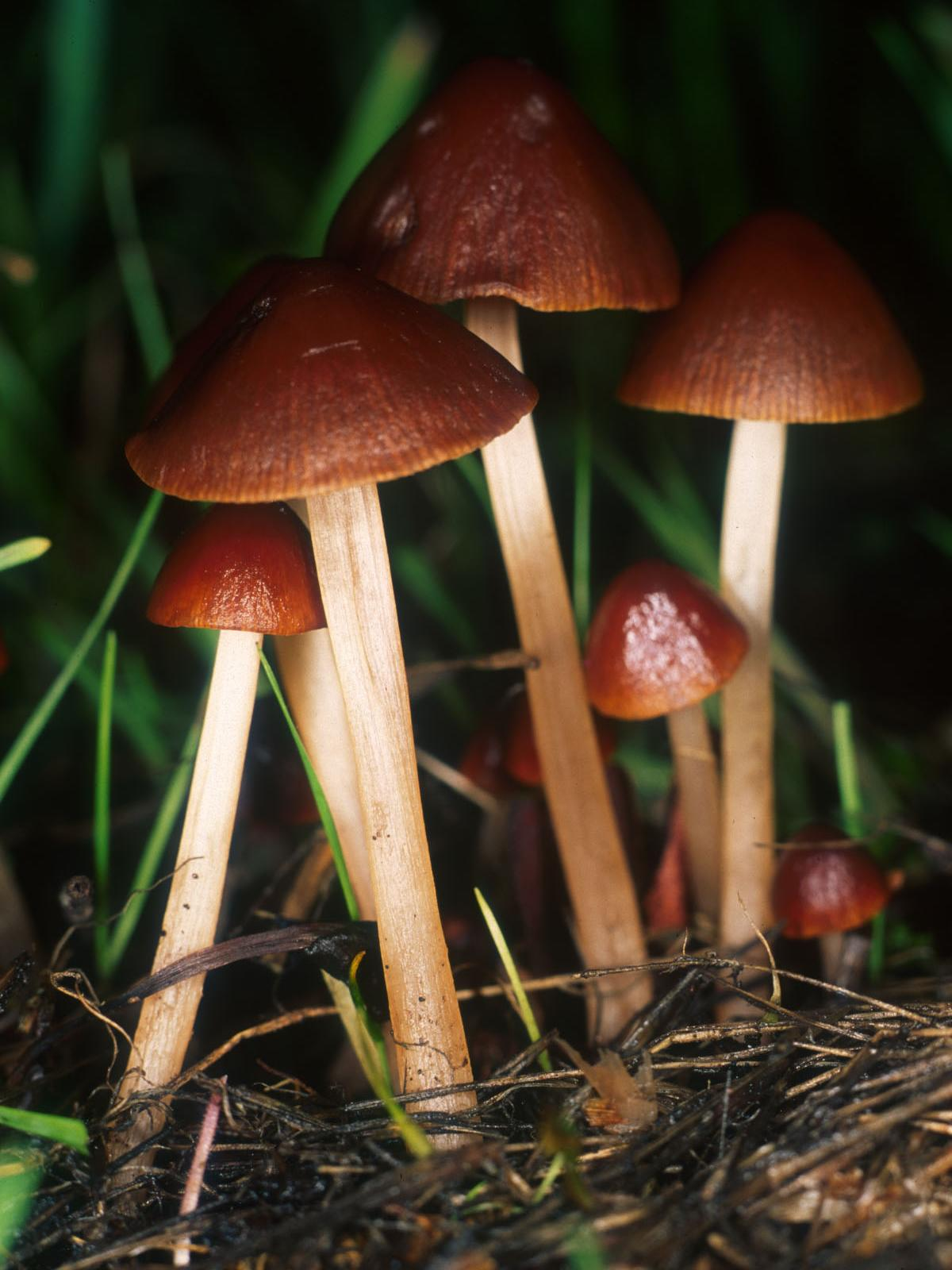
Le genre Conocybe (Photos de Conocybe tenera)

Les Bolbitiaceae sont une famille de champignons (Fungi) basidiomycètes du clade VI Agaricoïde de l'ordre des Agaricales. 

## Spécificités de la famille
Hyménium lamellé, spores brunes et cuticule (piléipellis) de type hyménoderme.

## Spécificités des genres de la famille
- Les Bolbitius sont des champignons ténus et graciles, ressemblant aux Mycena, avec un chapeau à surface gélatineuse, dépourvus de voile partiel, ils sont saprotrophes et on les trouve habituellement dans l'herbe.
- Les Conocybe sont des champignons minces, ressemblant aux Mycena, avec la surface du chapeau sèche. Ce sont de petits saprotrophes qui poussent généralement dans l'herbe. Ils ont des cheilocystides capitées.
- Les Pholiotina sont des champignons minces, ressemblant aux Mycena, avec la surface du chapeau sèche. Ce sont de petits saprotrophes qui poussent habituellement dans l'herbe. Certains ont un voile partiel membraneux tendu depuis la marge du chapeau à la mi-hauteur du stipe, pour d'autres le voile est évanescent et peut laisser des vestiges appendiculés sur la marge du chapeau. Ils diffèrent des Conocybe par leurs cheilocystides non capitées.

## Classement phylogénétique
Agaricales
- Clade des Agaricoïdes
  - Agaricaceae
    - Hydnangiaceae

    - Bolbitiaceae
      - Descolea 5 sp.
        - Pholiotina plumbeitincta 1 sp.
          - Conocybe > 85  sp.
            - Bolbitius 8 sp.

    - Cortinariaceae Strictus senso
      - Panaeoleae
        - Panaeolus

      - Gymnopileae
      - Tubarieae

Le genre Descolea était dans les Cortinariaceae.
Le genre Panaeolus est maintenant dans la famille des Panaeoleae.

## Classification linnéenne
Les Bolbitaceae contiennent 11 genres :
- Genre Agrogaster
  - Agrogaster coneae
- Genre Bolbitius
  - Bolbitius coprophilus
  - Bolbitius luteus
  - Bolbitius mexicanus
  - Bolbitius muscicola
  - Bolbitius reticulatus
  - Bolbitius titubans
    - Bolbitius titubans var. olivaceus
    - Bolbitius titubans var. titubans
- Genre Conocybe
- Genre Cyttarophyllopsis
- Genre Galerella
- Genre Galeropsis
- Genre Gymnoglossum
- Genre Pholiotina
- Genre Ptychella
- Genre Rhodoarrhenia
- Genre Tubariella
- Genre Tubariopsis
- Genre Tympanella
- Genre Wielandomyces